# Самарка (Одесская область)
Самарка (укр. Самарка) — село, относится к Окнянскому району Одесской области Украины.
Население по переписи 2001 года составляло 52 человека. Почтовый индекс — 67934. Телефонный код — 4861. Занимает площадь 0,28 км². Код КОАТУУ — 5123181705.

## Местный совет
67933, Одесская обл., Окнянский р-н, с. Дубово